# جاكوب روبين
جاكوب روبين (30 ديسمبر 1986 في الدنمارك - ) هو لاعب كريكت دانمركي. شارك مع منتخب الدنمارك الوطني للكريكت.

## وصلات خارجية
- جاكوب روبين على موقع إي آس بي آن كريك إنفو (الإنجليزية)